# Матфей (Шевчук)
Архиепи́скоп Матфе́й (укр. Архієпископ Матфей, в миру Влади́мир Иванович Шевчу́к укр. Володимир Іванович Шевчук; род. 6 сентября 1973, Сокаль, Львовская область) — архиерей Православной церкви Украины (с 2019).
Ранее — архиерей Украинской православной церкви Киевского патриархата, епископ Владимир-Волынский и Турийский (2017—2018).

## Биография
Родился 6 сентября 1973 года в городе Сокаль Львовской области в семье рабочего. В 1988 году окончил среднюю школу в Сокале (I—III ступени) и поступил в Сокальское ПТУ № 3, которое окончил в 1991 году.
В 1992 году поступил в Киевскую Духовную семинарию УПЦ КП. На первом курсе КДС поступил послушником в Свято-Феодосиевский мужской монастырь г. Киева. 13 декабря того же года принял монашеский постриг с именем Матфей и был рукоположен в сан иеродиакона митрополитом Антонием (Масендичем). 9 февраля 1993 года был рукоположен в сан иеромонаха.
С 18 мая 1993 года по февраль 1994 года нес послушание в Николаевском мужском монастыре Богуслава.
В апреле 1994 года был переведен в клир Волынской епархии УПЦ КП и назначен настоятелем церкви Святого Архистратига Михаила села Верба Владимир-Волынского района Волынской епархии.
22 ноября 1995 года был переведен на должность настоятеля собора Святого великомученика Георгия Победоносца в городе Владимир-Волынском.
В 1996 году окончил Волынскую духовную семинарию и поступил в Львовскую духовную академию, которую закончил в 2000 году, защитив дипломную работу на тему: «Византийское церковное право в Украине».
10 марта 2006 года был уволен с должности настоятеля собора святого великомученика Георгия Победоносца во Владимире-Волынском в связи с переходом в клир Киевской епархии и зачислен в число братии Феодосиевского ставропигиального мужского монастыря в Киеве.
15 ноября 2006 года назначен секретарём патриарха Киевского и всея Руси-Украины Филарета (Денисенко).
17 декабря 2006 года во Владимирском кафедральном соборе был рукоположен в сан епископа Дрогобычского и Самборского.
23 января 2012 года назначен епископом Владимир-Волынским, викарным епископом Волынской епархии.
23 января 2017 года, в связи с учреждением Священным Синодом УПЦ КП Владимир-Волынской епархии, избран её первым правящим архиереем.

## Награды
- Орден Святого Георгия Победоносца (21 октября 2006 года)